# Championnat du monde de motocross 2016
Navigation
Édition précédente Édition suivante
Le championnat du monde de motocross 2016 compte 18 Grand Prix dans les catégories MXGP et MX2 (compétitions masculines) et WMX (compétition féminine), organisé par la Fédération Internationale de Motocyclisme (FIM).

## Grands Prix de la saison 2016

### MXGP et MX2
Calendrier et classement du championnat du monde masculin par épreuves et par catégories.
| Manche | Date              | Grand Prix                       | Lieu                 | Classe | Course 1         | Course 2         | Vainqueur du Grand Prix |
| ------ | ----------------- | -------------------------------- | -------------------- | ------ | ---------------- | ---------------- | ----------------------- |
| 1      | 27 février 2016   | Grand prix du Qatar              | Lusail               | MXGP   | Tim Gajser       | Tim Gajser       | Tim Gajser              |
| 1      | 27 février 2016   | Grand prix du Qatar              | Lusail               | MX2    | Jeffrey Herlings | Jeffrey Herlings | Jeffrey Herlings        |
| 2      | 6 mars 2016       | Grand prix de Thaïlande          | Suphanburi           | MXGP   | Romain Febvre    | Romain Febvre    | Romain Febvre           |
| 2      | 6 mars 2016       | Grand prix de Thaïlande          | Suphanburi           | MX2    | Jeffrey Herlings | Jeffrey Herlings | Jeffrey Herlings        |
| 3      | 28 mars 2016      | Grand prix d'Europe              | Valkenswaard         | MXGP   | Tim Gajser       | Romain Febvre    | Romain Febvre           |
| 3      | 28 mars 2016      | Grand prix d'Europe              | Valkenswaard         | MX2    | Jeffrey Herlings | Jeffrey Herlings | Jeffrey Herlings        |
| 4      | 10 avril 2016     | Grand prix d'Argentine           | Neuquén              | MXGP   | Maximilian Nagl  | Tim Gajser       | Tim Gajser              |
| 4      | 10 avril 2016     | Grand prix d'Argentine           | Neuquén              | MX2    | Jeffrey Herlings | Jeffrey Herlings | Jeffrey Herlings        |
| 5      | 17 avril 2016     | Grand prix du Mexique            | León                 | MXGP   | Romain Febvre    | Tim Gajser       | Tim Gajser              |
| 5      | 17 avril 2016     | Grand prix du Mexique            | León                 | MX2    | Jeffrey Herlings | Jeffrey Herlings | Jeffrey Herlings        |
| 6      | 1er mai 2016      | Grand prix de Lettonie           | Kegums               | MXGP   | Tim Gajser       | Romain Febvre    | Tim Gajser              |
| 6      | 1er mai 2016      | Grand prix de Lettonie           | Kegums               | MX2    | Jeffrey Herlings | Jeffrey Herlings | Jeffrey Herlings        |
| 7      | 8 mai 2016        | Grand prix d'Allemagne           | Teutschenthal        | MXGP   | Antonio Cairoli  | Antonio Cairoli  | Antonio Cairoli         |
| 7      | 8 mai 2016        | Grand prix d'Allemagne           | Teutschenthal        | MX2    | Jeffrey Herlings | Jeffrey Herlings | Jeffrey Herlings        |
| 8      | 15 mai 2016       | Grand prix du Trentin            | Pietramurata         | MXGP   | Antonio Cairoli  | Romain Febvre    | Antonio Cairoli         |
| 8      | 15 mai 2016       | Grand prix du Trentin            | Pietramurata         | MX2    | Dylan Ferrandis  | Jeffrey Herlings | Jeffrey Herlings        |
| 9      | 29 mai 2016       | Grand prix d'Espagne             | Talavera de la Reina | MXGP   | Tim Gajser       | Tim Gajser       | Tim Gajser              |
| 9      | 29 mai 2016       | Grand prix d'Espagne             | Talavera de la Reina | MX2    | Jeffrey Herlings | Jeffrey Herlings | Jeffrey Herlings        |
| 10     | 5 juin 2016       | Grand prix de France             | Saint Jean d'Angély  | MXGP   | Tim Gajser       | Romain Febvre    | Romain Febvre           |
| 10     | 5 juin 2016       | Grand prix de France             | Saint Jean d'Angély  | MX2    | Jeffrey Herlings | Jeffrey Herlings | Jeffrey Herlings        |
| 11     | 19 juin 2016      | Grand prix de Grande-Bretagne    | Matterley-Basin      | MXGP   | Tim Gajser       | Tim Gajser       | Tim Gajser              |
| 11     | 19 juin 2016      | Grand prix de Grande-Bretagne    | Matterley-Basin      | MX2    | Jeffrey Herlings | Jeffrey Herlings | Jeffrey Herlings        |
| 12     | 26 juin 2016      | Grand prix de Lombardie          | Mantoue              | MXGP   | Tim Gajser       | Tim Gajser       | Tim Gajser              |
| 12     | 26 juin 2016      | Grand prix de Lombardie          | Mantoue              | MX2    | Jeffrey Herlings | Jeffrey Herlings | Jeffrey Herlings        |
| 13     | 24 juillet 2016   | Grand prix de République Tchèque | Loket                | MXGP   | Maximilian Nagl  | Maximilian Nagl  | Maximilian Nagl         |
| 13     | 24 juillet 2016   | Grand prix de République Tchèque | Loket                | MX2    | Dylan Ferrandis  | Dylan Ferrandis  | Dylan Ferrandis         |
| 14     | 31 juillet 2016   | Grand prix de Belgique           | Lommel               | MXGP   | Maximilian Nagl  | Tim Gajser       | Kevin Strijbos          |
| 14     | 31 juillet 2016   | Grand prix de Belgique           | Lommel               | MX2    | Max Anstie       | Max Anstie       | Max Anstie              |
| 15     | 7 août 2016       | Grand prix de Suisse             | Frauenfeld           | MXGP   | Antonio Cairoli  | Tim Gajser       | Antonio Cairoli         |
| 15     | 7 août 2016       | Grand prix de Suisse             | Frauenfeld           | MX2    | Max Anstie       | Max Anstie       | Max Anstie              |
| 16     | 28 août 2016      | Grand prix des Pays-Bas          | Assen                | MXGP   | Shaun Simpson    | Antonio Cairoli  | Clément Desalle         |
| 16     | 28 août 2016      | Grand prix des Pays-Bas          | Assen                | MX2    | Thomas Covington | Jeffrey Herlings | Jeffrey Herlings        |
| 17     | 3 septembre 2016  | Grand prix des Amériques         | Charlotte            | MXGP   | Eli Tomac        | Eli Tomac        | Eli Tomac               |
| 17     | 3 septembre 2016  | Grand prix des Amériques         | Charlotte            | MX2    | Jeffrey Herlings | Cooper Webb      | Cooper Webb             |
| 18     | 11 septembre 2016 | Grand prix des États-Unis        | Glen-Helen           | MXGP   | Eli Tomac        | Eli Tomac        | Eli Tomac               |
| 18     | 11 septembre 2016 | Grand prix des États-Unis        | Glen-Helen           | MX2    | Jeffrey Herlings | Jeffrey Herlings | Jeffrey Herlings        |

### WMX
Calendrier et classements du championnat du monde féminin par épreuves.
| Manche | Date            | Grand Prix              | Lieu                | Course 1         | Course 2         | Vainqueur du Grand Prix |
| ------ | --------------- | ----------------------- | ------------------- | ---------------- | ---------------- | ----------------------- |
| 1      | 27 février 2016 | Grand prix du Qatar     | Lusail              | Courtney Duncan  | Courtney Duncan  | Courtney Duncan         |
| 2      | 28 mars 2016    | Grand prix d'Europe     | Valkenswaard        | Nancy Van De Ven | Courtney Duncan  | Nancy Van De Ven        |
| 3      | 8 mai 2016      | Grand prix d'Allemagne  | Teutschenthal       | Livia Lancelot   | Livia Lancelot   | Livia Lancelot          |
| 4      | 5 juin 2016     | Grand prix de France    | Saint Jean d'Angély | Nancy Van De Ven | Livia Lancelot   | Nancy Van De Ven        |
| 5      | 26 juin 2016    | Grand prix de Lombardie | Mantoue             | Kiara Fontanesi  | Nancy Van De Ven | Kiara Fontanesi         |
| 6      | 7 août 2016     | Grand prix de Suisse    | Frauenfeld          | Courtney Duncan  | Livia Lancelot   | Courtney Duncan         |
| 7      | 28 août 2016    | Grand prix des Pays-Bas | Assen               | Courtney Duncan  | Nancy Van De Ven | Courtney Duncan         |

## Classement des pilotes

### MXGP
Classement du championnat du monde de motocross en catégorie MXGP.
| Pos. | Pilote              | Pays            | Constructeur | Nbre de Victoires | Nbre de Podiums | Points |
| ---- | ------------------- | --------------- | ------------ | ----------------- | --------------- | ------ |
| 1    | Tim Gajser          | Slovénie        | Honda        | 7                 | 16              | 731    |
| 2    | Antonio Cairoli     | Italie          | KTM          | 3                 | 8               | 647    |
| 3    | Maximilian Nagl     | Allemagne       | Husqvarna    | 1                 | 7               | 603    |
| 4    | Romain Febvre       | France          | Yamaha       | 3                 | 9               | 564    |
| 5    | Evgeny Bobryshev    | Russie          | Honda        | 0                 | 3               | 545    |
| 6    | Jeremy van Horebeek | Belgique        | Yamaha       | 0                 | 2               | 536    |
| 7    | Glenn Coldenhoff    | Pays-Bas        | KTM          | 0                 | 1               | 406    |
| 8    | Clément Desalle     | Belgique        | Kawasaki     | 1                 | 2               | 372    |
| 9    | Valentin Guillod    | Suisse          | Yamaha       | 0                 | 0               | 352    |
| 10   | Shaun Simpson       | Grande-Bretagne | KTM          | 0                 | 0               | 343    |
| 11   | Kevin Strijbos      | Belgique        | Suzuki       | 1                 | 1               | 331    |
| 12   | Tommy Searle        | Grande-Bretagne | Kawasaki     | 0                 | 0               | 302    |
| 13   | Gautier Paulin      | France          | Honda        | 0                 | 3               | 270    |
| 14   | Jordi Tixier        | France          | Kawasaki     | 0                 | 0               | 236    |
| 15   | Jose Butron         | Espagne         | KTM          | 0                 | 0               | 201    |

### MX2
Classement du championnat du monde de motocross en catégorie MX2.
| Pos. | Pilote             | Pays            | Constructeur | Nbre de Victoires | Nbre de Podiums | Points |
| ---- | ------------------ | --------------- | ------------ | ----------------- | --------------- | ------ |
| 1    | Jeffrey Herlings   | Pays-Bas        | KTM          | 12                | 12              | 597    |
| 2    | Jeremy Seewer      | Suisse          | Suzuki       | 0                 | 6               | 428    |
| 3    | Pauls Jonass       | Lettonie        | KTM          | 0                 | 5               | 403    |
| 4    | Benoît Paturel     | France          | Yamaha       | 0                 | 2               | 325    |
| 5    | Aleksandr Tonkov   | Russie          | Yamaha       | 0                 | 2               | 320    |
| 6    | Dylan Ferrandis    | France          | Kawasaki     | 0                 | 4               | 308    |
| 7    | Max Anstie         | Grande-Bretagne | Husqvarna    | 0                 | 1               | 274    |
| 8    | Petar Petrov       | Bulgarie        | Kawasaki     | 0                 | 0               | 253    |
| 9    | Samuele Bernardini | Italie          | TM           | 0                 | 0               | 253    |
| 10   | Vsevolod Brylyakov | Russie          | Kawasaki     | 0                 | 1               | 219    |
| 11   | Brian Bogers       | Pays-Bas        | KTM          | 0                 | 1               | 217    |
| 12   | Alvin östlund      | Suède           | Yamaha       | 0                 | 0               | 151    |
| 13   | Brent Van Doninck  | Belgique        | Yamaha       | 0                 | 0               | 142    |
| 14   | T Covington        | États-Unis      | Honda        | 0                 | 0               | 134    |
| 15   | Roberts Justs      | Lettonie        | KTM          | 0                 | 0               | 130    |

### WMX
Classement du championnat du monde de motocross en catégorie WMX correspondant à l'équivalent féminin du MXGP.
| Pos. | Pilote                    | Pays             | Constructeur | Nbre de Victoires | Nbre de Podiums | Points |
| ---- | ------------------------- | ---------------- | ------------ | ----------------- | --------------- | ------ |
| 1    | Livia Lancelot            | France           | Kawasaki     | 1                 | 5               | 221    |
| 2    | Nancy Van De Ven          | Pays-Bas         | Yamaha       | 2                 | 4               | 197    |
| 3    | Larissa Papenmeier-Picoto | Allemagne        | Suzuki       | 0                 | 2               | 174    |
| 4    | Amandine Verstappen       | Belgique         | KTM          | 0                 | 0               | 156    |
| 5    | Kiara Fontanesi           | Italie           | Honda        | 1                 | 1               | 152    |
| 6    | Natalie Kane              | Irlande          | KTM          | 0                 | 0               | 108    |
| 7    | Anne Borchers             | Allemagne        | Suzuki       | 0                 | 0               | 106    |
| 8    | Courtney Duncan           | Nouvelle-Zélande | Yamaha       | 1                 | 2               | 102    |
| 9    | Shana Van Der Vlist       | Pays-Bas         | Yamaha       | 0                 | 0               | 97     |
| 10   | Britt Van Der Werff       | Pays-Bas         | Suzuki       | 0                 | 0               | 83     |
| 11   | Stephanie Laier           | Allemagne        | KTM          | 0                 | 1               | 69     |
| 12   | Line Dam                  | Danemark         | Honda        | 0                 | 0               | 65     |
| 13   | Joana Miller              | Pologne          | KTM          | 0                 | 0               | 59     |
| 14   | J Charroux                | France           | Yamaha       | 0                 | 0               | 51     |
| 15   | Julie Dalgaard            | Danemark         | Honda        | 0                 | 0               | 44     |